# Eva Baronsky
Eva Baronsky (née le 10 mai 1968  dans le Rheingau en Allemagne) est une écrivaine allemande .

## Biographie
Après des études de marketing et de communication, Eva Baronsky a été tour à tour consultante en communication, graphiste, vendeuse de confitures et journaliste[réf. nécessaire].
Elle a publié son premier roman en 2009, Herr Mozart wacht auf, en Allemagne.
Elle vit et travaille à Kronberg, dans le massif du Taunus.

## Œuvres

### Œuvres traduites en français
- 2015 : Monsieur Mozart se réveille, traduit de l’allemand par Nelly Lemaire, éditions Piranha •  (ISBN 978-2-37119-016-0)